# Улрих фон Папенхайм
Улрих фон Папенхайм (на немски: Ulrich von Pappenheim; * ок. 1500 в Тройхтлинген; † 1539) е наследствен маршал на Папенхайм-Тройхтлинген в Бавария, и господар на Швиндег и „пфлегер“ на Реденбург.
Той е син на маршал Георг II фон Папенхайм († 1529) и съпругата му Маргарета Нотхафт фон Вернберг, дъщеря на Каспар Нотхафт († 1466) и Маргарета фон Ахаймб. Роднина е на Кристоф фон Папенхайм, епископ на Айхщет (1535 – 1539) и с историка Матеус фон Папенхайм (1458 – 1541), домхер в Аугсбург.
Брат е на Георг († 1563), епископ на Регенсбург (1548 – 1563), Рудолф († 1552), Урсула, омъжена за Фридрих фон Шнайдт, Барбара, омъжена за Ханс фон Парзберг и на Маргарета, омъжена за Хиронимус фон Лихтенщайн.
Чрез съпругата си Анна фон Фраунхофен Улрих получава дворец Швиндег. През 1518 г. император Максимилиан I му дава господството Швиндег.
Улрих придружава Мартин Лутер до Райхстага във Вормс (1521).

## Фамилия
Улрих фон Папенхайм се жени ок. 1518 г. за Анна фон Фраунхофен († 1544), наследничка на Швиндег, дъщеря на Якоб I фон Фраунхофен и Барбара фон Волкенщайн. Те имат девет деца:
- Георг III фон Папенхайм (* 8 март 1519; † 26 април 1553), императорски съветник
- Флориан фон Папенхайм (* 1522; † 1547)
- Себастиан (* 1534), домхер в Айхщет
- Анна фон Папенхайм, омъжена за Николаус фон Якстхайм
- Сибила фон Папенхайм, омъжена за Бернхард Тюрлингер цу Тюрщайн
- Мария Якоба фон Папенхайм († 1567), омъжена за Стефан фон Клозен
- Катарина фон Папенхайм, омъжена I. за Георг фон Шьонщайн, II. за Кристоф фон Хоркхайм
- Салома фон Папенхайм, омъжена за Готфрид Рорер цу Херройт
- Файт фон Папенхайм (Витус) (* 16 юни 1535; † 18 юни 1600), маршал на Папенхайм, господар на Тройхтлинген, женен I. 1556 г. за Регина фон Кройт († 1592), II. 1593 г. за фрайин Мария Саломе фон Прайзинг († 1648/1650)